# La última copa
„La última copa” este un tangou ale cărui versuri aparțin lui Juan A. Caruso iar muzica este compusă de Francisco Canaro. Premiera a avut-o la 8 octombrie 1926 prin vocea lui Agustín Irusta la prezentarea piesei omonime de Julio F. Escobar pe care compania lui Enrique Muiño a jucat-o la teatrul din Buenos Aires.
A fost înregistrată pe disc în martie 1927 de Agustín Irusta cu orchestra Francisco Canaro, la 14 iunie 1927 de Carlos Gardel și mai târziu, de alți artiști.

## Conținut
„Ultima Cupă” din piesă nu se referea de fapt la o băutură alcoolică. Protagonistul din piesă este un dramaturg care se îndrăgostește de o femeie cu o viață galantă dar din moment ce nu este dispus să-și sacrifice principiile artistice de dragul câștigului financiar, astfel nu îi poate oferi iubitei viața pe care aceasta și-o dorea, așa că este abandonat de ea. Dramaturgul are o ultimă întâlnire cu prietenii săi, dintre care unul cântă tangoul în cauză, apoi protagonistul bea paharul cu otravă, de unde vine titlul cântecului.

## Autorii cântecului
Francisco Canaro este numele artistic al lui Francisco Canarozzo (1888 – 1964), a fost compozitor de tango, violonist și dirijor.
Juan A. Caruso (n. La Plata, provincia Buenos Aires, Argentina, 20 septembrie 1890 – d. Buenos Aires, 1 martie 1931) a fost jurnalist, textier de tango și dramaturg cu opera sa legată de tango. A fost căsătorit cu actrița Elvira Quiroga din 1921. La o vârstă foarte fragedă s-a mutat împreună cu familia pentru a locui în Buenos Aires, unde s-a împrietenit cu tinerii din cartier, printre care Francisco Canaro și frații săi, Vicente și Ángel Greco, Bardi, Prudencio Aragón, Castriota, Tano Genaro, Tuerto Camarano și alții. Primele versuri pe care le-a scris au fost tangoul Cara sucia pentru muzica lui Canaro. A fost jurnalist și director al publicației de specialitate El Teatro Nacional. Din 1927 a lucrat ca secretar al lui Enrique Muiño și a fost reprezentant al companiei de teatru Muiño-Alippi.

## Istoric
În memoriile sale, Canaro a povestit că în timp ce se afla la Paris, a primit o scrisoare de la Juan Andrés Caruso prin care i-a cerut să pună pe muzică una din poeziile sale, cerere pe care muzicianul a îndeplinit-o. Tangoul „La última copa” a fost pentru piesa omonimă a lui Julio F. Escobar care a avut premiera pe 8 octombrie 1926, prilej cu care Agustín Irusta a cântat acest tango pentru prima dată în public.
José Gobello spune că acest tango este salvat de minunata muzică a lui Canaro și subliniază că la 14 martie 1920, revista spaniolă Blanco y Negro, foarte populară în Buenos Aires, publicase poezia Guitarra andaluza a scriitorului Narciso Díaz de Escovar care au inspirat textul cântecului.

## Interpretări
Printre înregistrările cântecului „La última copa” sunt incluse următoarele:. Accesat 19 mai 2023.
- Juan Carlos Godoy cu orchestra Alfredo De Angelis în 1958 la Odeon.
- Guillermo Rico cu orchestra Francisco Canaro în 1956 la Odeon.
- Josefina cu orchestra Leopoldo Federico la CBS-Columbia
- Alberto Morán cu orchestra Osvaldo Pugliese în 1953 la Odeon.
- Alberto Castillo cu orchestra Ricardo Tanturi în 1943 la RCA Victor
- Julio Sosa cu orchestra Luis Caruso în 1948 la Sondor.
- Raúl Del Mar și Héctor Gagliardi cu orchestra Miguel Caló în 1965 la Columbia
- Jorge Falcón
- Carlos Gardel
- Felipe Rodríguez